# Fred de Heij
Fred de Heij (Amsterdam, 21 februari 1960) is een Nederlands illustrator, striptekenaar en schilder.

## Biografie
De Heij studeerde in 1983 af aan de Gerrit Rietveld Academie in Amsterdam (1978-1983). Na zijn studie werkte hij een tijdlang als illustrator van kinderboeken. Rond 1990 begon De Heij te werken voor het meisjesblad Tina. Daar werd hij van illustrator een striptekenaar. In die tijd maakte hij zijn eigen striptijdschrift Filo. In 1998 begon De Heij met het schilderen van portretten, modellen en stillevens. Het illustreren en striptekenen verdween tijdelijk naar de achtergrond.
Fred de Heij pakte het striptekenen in 2005 weer op, toen hem gevraagd werd om een horrorstrip te tekenen. Daarna volgden er meer strips. Fred de Heij is naast zijn schilderkunst, het illustreren van kinderboeken en het striptekenen, ook bekend om zijn satirische, erotische en gewelddadige werk. Zeker een keer per jaar tekent, schildert en schrijft hij de tekst voor een stripalbum.

### Persoonlijk
Fred de Heij woont en werkt in Zaandam

## Werkzaamheden (selectie)
Hij maakte illustraties voor o.a. Bolke de Beer en Een tijdje later. Hij maakte striptekeningen evenals korte en lange verhalen voor Tina (V.O.C. strip De Zeemeeuw en Fanny), Taptoe (de strip Marloes, tekst van Patty Klein), Donald Duck, Kuifje, Wordt Vervolgd, Penthouse, Incognito en Penthouse Comic (onder het pseudoniem  Emiel Jansen).